# Préporché
Préporché – miejscowość i gmina we Francji, w regionie Burgundia-Franche-Comté, w departamencie Nièvre.
Według danych na rok 1990 gminę zamieszkiwało 257 osób, a gęstość zaludnienia wynosiła 9 osób/km² (wśród 2044 gmin Burgundii Préporché plasuje się na 656 miejscu pod względem liczby ludności, natomiast pod względem powierzchni na miejscu 204).